# Mai phi
Mai phi (chữ Hán: 梅妃), hay Giang Mai phi (江梅妃), là một phi tần của Đường Huyền Tông Lý Long Cơ. Tương truyền bà sở hữu thân hình mảnh khảnh, yêu thích hoa mai nên gọi Mai phi. Bà nổi tiếng là một tài nữ và nhạc công xuất sắc, sáng tác "Lâu Đông phú" (樓東賦) và điệu múa "Kinh Hồng vũ" (惊鸿舞).
Có nhiều nhận định tham khảo và xác nhận rằng, Mai phi chỉ là nhân vật hư cấu từ tiểu thuyết. Câu chuyện về bà được biết đến nhiều nhất qua [Mai phi truyện; 梅妃传], xuất hiện vào đời nhà Tống.

## Thông tin sơ lược
Cứ vào Cựu Đường thư lẫn Tân Đường thư, sử sách không hề ghi một nhân vật nào tên là Giang Thải Bình hay Mai phi. Sự tích của bà bắt nguồn từ Mai phi truyện (梅妃傳) thời nhà Tống, cho nên hầu hết các nhà sử học đều cho rằng Mai phi chỉ là một nhân vật hư cấu mà không hề tồn tại.
Hậu cung của Đường Huyền Tông có "Tứ phi", là Đổng lương viên làm Quý phi, Dương lương đệ làm Thục phi, Vũ lương viên làm Hiền phi. Thời Khai Nguyên, Huyền Tông cải phong hiệu Tứ phi làm Tam phi, là Huệ phi, Hoa phi và Lệ phi. Sau khi Hoàng hậu Vương thị bị phế, Huyền Tông sủng ái Võ Huệ phi, ngoài ra còn Triệu Lệ phi và Lưu Hoa phi. Sau thời Huyền Tông, các triều đại về sau chỉ lập lại Tứ phi như trước thời Đường Huyền Tông, tuyệt nhiên không có danh vị Mai phi nào cả.
Tuy nhiên, một vài nhận định cho rằng trước Mai phi truyện, hẳn đã có truyền thuyết về một Mai phi, và lý do vì sao Mai phi không được ghi lại là do thời Đường không chú trọng ghi chép những phi tần không có ảnh hưởng chính trị hoặc sinh được con cái. Văn sĩ đời Thanh là Trần Liên Đường (陈莲塘), căn cứ Đường nhân thuyết oái (唐人说荟) của Tào Nghiệp (曹邺), có nói qua về cuốn truyện này, là: 「"Câu chuyện này xuất phát từ mấy vạn cuốn trong nhà Chu Tuân Độ, sách có từ tháng 7 năm Đại Trung thứ 2 (848) đời Đường Tuyên Tông"; 此传得自万卷朱遵度家，唐宣宗大中二年七月所书].

## Câu chuyện

### Sủng phi
Mai phi tên thật là Giang Thải Bình (江采苹), sinh ra ở Mai Hoa thôn, Phủ Điền, Phúc Kiến. Cha là Giang Trọng Tốn (江仲遜), vốn là Tú tài, nối nghiệp gia đình nhiều đời làm thầy thuốc. Giang thị thông minh hơn người, 9 tuổi đã đọc thông các phần Chu Nam, Thiệu Nam trong Kinh Thi, còn nói với cha rằng: 「"Con tuy là nữ tử, nhưng nguyện lấy đó làm chí hướng!"」, do vậy mới có tên Thải Bình. Khi 14 tuổi, giỏi ngâm thơ làm phú, còn hay tự ví mình như Tạ Đạo Uẩn.
Khoảng năm Khai Nguyên, Cao Lực Sĩ phụng chỉ đến đất Mân tìm chọn mỹ nữ sung vào hậu cung, Giang thị được Cao Lực Sĩ nhìn trúng và được tuyển vào hậu cung phục vụ cho Hoàng đế ở Trường An, lúc đó Giang Thải Bình mới 16 tuổi. Khi ấy, ba cung Thái Cực, Đại Minh cùng Hưng Khánh ở Trường An, cùng hai cung Đại Nội và Thượng Dương ở Lạc Dương, số Cung tần mỹ nữ là 40.000 người, nhưng Huyền Tông sau khi có Thải Bình thì quên hết đi, ngày đêm triệu hạnh Giang thị độc nhất. Từ khi ở nhà, Giang Thải Bình có sở thích yêu mến hoa mai, Đường Huyền Tông lệnh trồng thật nhiều xung quanh tẩm cung của bà, còn tự tay viết biển đề là Mai đình (梅亭), do vậy bà được người trong cung đặc biệt gọi là Mai phi (梅妃). Mỗi khi mùa đông đến, hoa mai nở hoa, Mai phi ung dung vận một bộ đồ thanh khiết, thưởng hoa đàm thơ, ung dung tự tại, dù không diễm lệ nhưng vẻ đẹp này được nói là 「"Tranh họa cũng không thể họa lại được"」. Ngoài ra, bà còn sáng tác các bài phú như Mai hoa, Lê viên, Phụng địch, Pha bôi,... cộng 7 bài, lời lẽ hoa mỹ, ý cảnh thanh lệ. Không chỉ giỏi thi thơ mà còn có khả năng múa rất đẹp. Tại Lê viên (梨園), nơi đào tạo các ca vũ trong cung, bà vừa thổi khúc hát bằng sáo bạch ngọc, vừa uyển chuyển thân mình, nhẹ nhàng như bay, đó gọi là Kinh Hồng vũ (惊鸿舞), Huyền Tông vốn đam mê ca múa, trông thấy càng yêu quý Giang Thải Bình hơn, âu yếm khen ngợi vẻ đẹp của bà hơn hẳn Triệu Phi Yến nhà Hán.
Khi ấy, trong nước vô sự, Đường Huyền Tông mỗi ngày cùng các huynh đệ kết bạn mở tiệc vui vẻ, và khi Hoàng đế cứ đi đâu thì Mai phi đều đi bên cạnh. Có một dạo khi Huyền Tông có cam ngọt, sai Mai phi bổ ra mời chư Vương cùng thưởng thức, đến lượt Hán vương thì bỗng nhiên Vương giẫm phải giày của Mai phi, thế là bà liền quay về cung ngay. Hoàng đế cho Thị hầu đi vời Mai phi đến, bà đáp: 「"Vừa rồi viên ngọc trên giày đã hỏng, xin đợi thiếp thay đôi khác sẽ qua ngay!"」. Lúc sau vẫn không thấy Mai phi đến, Huyền Tông đích thân đến hỏi, lúc này Mai phi cư nhiên nói thân thể không khỏe. Cứ như vậy thánh sủng càng tăng, Mai phi càng không kiêng nể mà cự tuyệt Hoàng đế nếu như làm mình không hài lòng vậy. Đến một hôm sau khi thắng Huyền Tông món pha trà, Huyền Tông cợt nhả nói với các anh em mình rằng: 「"Nàng ta quả là một Mai tinh! Thổi bạch ngọc sáo, nhảy 'Kinh hồng vũ', thiên hạ đều ca ngợi. Đến cả pha trà cũng thắng ta!"」. Mai phi nghe thế, bèn đáp: 「"Đây chỉ là trò chơi nhỏ mọn, thiếp may mắn thắng được ngài! Đổi lại chỉ huy vạn quân, an bang thiên hạ, thân tiểu nữ làm sao so được bệ hạ?!"」. Huyền Tông nghe nói vậy, cực kỳ cao hứng.

### Thất sủng
Sau khi Võ Huệ phi, sủng phi khác của Huyền Tông qua đời, Đường Huyền Tông ngày đêm thương xót, khóc mãi không nguôi. Cao Lực Sĩ thấy vậy, bèn triệu vợ của Thọ Vương Lý Mạo, con trai của Huyền Tông và Huệ phi là Vương phi Dương Ngọc Hoàn vào Tập Linh đài để cầu nguyện cho Huệ phi. Thọ Vương phi vốn là mỹ nữ tuyệt sắc giai nhân, vừa trông thấy con dâu, Huyền Tông lập tức si mê, đưa vào cung phong làm Quý phi, nghi lễ đều như Hoàng hậu. Dương Quý phi càng đắc sủng, nhưng Huyền Tông không vì thế mà chán ghét Mai phi. Thế nhưng lúc này chính Mai phi lại tự làm khó mình, tự gây xung đột với Dương thị, cứ hễ gặp nhau là bất hòa. Hoàng đế đã từng đem bọn họ so sánh với Nga Hoàng cùng Nữ Anh của Thuấn, nhưng sự so sánh này lại khiến người đời buồn cười do sự trái ngoe. Khi đó Dương Quý phi là người có tâm cơ hơn, Mai phi không có chủ ý, liền bị Quý phi an bài mà điều đi đến Thượng Dương cung, Mai phi không còn cách nào chống cự.
Tuy sủng ái Dương Quý phi, nhưng vì Quý phi tính tình nhõng nhẽo nên Đường Huyền Tông luyến tiếc tâm tính ôn nhu của Mai phi, đôi khi lén lút triệu hạnh ở Thúy Hoa các. Khi cả hai cả đêm bên nhau hồi lâu, đến tờ mờ trời sáng, có người hầu báo: 「"Quý phi đã đến trước các! Làm sao bây giờ?!"」, Huyền Tông bèn lấy áo khoác lên Mai phi, đem bà giấu ở mành tường kép. Dương Quý phi đi vào, mắng nhiếc: 「"Con ả Mai tinh kia đâu rồi!?"」, Huyền Tông bèn đáp: 「"Vẫn ở Đông Cung (ý chỉ Thượng Dương cung), nàng nghĩ còn ở đâu?!"」. Dương Quý phi nghe thế mà nói: 「"Xin ngài thỉnh cô ta đến! Thiếp có nhã hứng mời cô ta cùng đi suối nước nóng"」, Huyền Tông ngoảnh đi chỗ khác từ nói, nói nên để Mai phi ở đâu thì cứ ở đấy, nhưng Quý phi kiêng quyết, nói: 「"Nơi này ly bàn lộn xộn, quần áo mùng mền không tươm tất! Đêm qua là ai đã hầu bệ hạ?! Khiến bệ hạ sáng không thiết triều?! Thỉnh ngài đi gặp quần thần, còn thiếp ở lại chờ ngài!"」. Huyền Tông nghe thế cả kinh, nhưng vẫn bình tĩnh đáp: 「"Trẫm hôm nay không thoải mái, không có cách nào thượng triều"」. Dương Quý phi nghe Hoàng đế nói thế, không tiện chất vấn nữa mà bèn đi về. Sau đó, Huyền Tông vội tìm trong mành tường xem Mai phi ra sao, thì phát hiện bà đã được một Tiểu thái giám lén đưa về Thượng Dương cung từ lâu. Không khen ngợi mà còn thịnh nộ, Huyền Tông cho xử tử viên Tiểu thái giám kia.
Sau đó, Huyền Tông phái người đem trả lại đôi hài và cây thoa mà bà để quên. Mai phi nhìn hai vật này mà buồn rầu, hỏi sứ giả: 「"Hoàng thượng là kiên quyết không cần ta?"」. Sứ giả đáp: 「"Hoàng thượng cũng không muốn vứt bỏ ngài, chỉ là Quý phi quả thật quá giương oai"」. Mai phi nghe thế, cười nhạt mà bảo: 「"Sợ bởi vì yêu ta sẽ chọc giận ả Phì tỳ kia, thế này không phải tương đương vứt bỏ ta sao?"」. Điều này khiến quan hệ giữa Quý phi và Mai phi càng thêm căng thẳng. Cả hai người đều bằng mặt mà không bằng lòng nhau, Quý phi gọi Mai phi là "Mai tinh" mang nghĩa yêu quái, còn Mai phi gọi Quý phi là "Phì tì" (肥婢), có ý khinh thường Quý phi phì nộn và thấp hèn.

### Viết Lâu đông phú
Khi còn ở nhà, Mai phi đọc sự tích Trần A Kiều, Hoàng hậu của Hán Vũ Đế vì một bài "Trường Môn phú" của Tư Mã Tương Như mà phục sủng, bèn đưa 1000 lương hoàng kim hối lộ Cao Lực Sĩ, thỉnh người nào như Tư Mã Tương Như viết giùm bà một thiên phú đắc sủng. Nhưng họ Cao nịnh hót Dương Quý phi, cũng lại rất sợ thế lực họ Dương, nên từ chối và nói khéo không ai dám làm thay.
Nghe đến vậy, Mai phi buồn bã, tự viết nên Lâu đông phú (樓東賦) để mong nhận lại sự thương xót của Huyền Tông. Nội dung của bài phú này như sau:
| 樓東賦 ... 玉鑒塵生，鳳奩香殄。 懶蟬發之巧梳，閑樓衣之輕練。 苦寂寞於蕙宮，但凝思乎蘭殿。 信飄落之梅花，隔長門而不見，況乃花心颺恨，柳眼弄愁。 暖風習習，春鳥啾啾。 樓上黃昏兮，聽鳳吹而回首；碧雲日暮兮，對素月而凝眸。 溫泉不到，憶拾翠之舊遊；長門深閉，嗟青鸞之信修。 憶昔太液清波，水光蕩浮，笙歌燕賞，陪從宸旒。 奏舞鸞之妙曲，乘畫鷁之仙舟。 君情繾綣，深敘綢繆。 誓山海而長在，似日月而無休。 柰何嫉色庸庸，妒氣衝衝，奪我之愛幸，斥我於幽宮。 思舊歡之莫得，夢相著乎朦朧，度花朝與月夕，若懶對乎春風。 欲相如之奏賦，柰代才之不工。屬愁吟之未盡，已響動乎疏鍾。 空長歎而掩袂，躊躇步於樓東。 | Lâu đông phú ... Ngọc giám trần sinh, phượng liêm hương trân. Lãn thiền mấn chi xảo sơ, bế lũ y chi khinh luyện. Khổ tịch mịch ư thông cung, đãn chú tư hồ lan điện. Tín tiêu mai chi tận lạc, cách Trường Môn nhi bất kiến. Huống nãi hoa tâm dương hận, liễu nhãn lộng sầu. Noãn phong tập tập, xuân điểu thu thu. Lâu thượng hoàng hôn hề, thính phượng xuy nhi hồi thủ. Bích vân nhật mộ hề, đối tố nguyệt nhi ngưng mâu. Ôn tuyền bất đáo, ức thập thuý chi cựu sự. Trường môn thâm bế, ta thanh loan chi tín tu. Ức tích thái dịch thanh ba, thủy quang đãng phù. Sanh ca yến thưởng, bồi tòng thần lưu. Tấu vũ loan chi diệu khúc, thừa họa nghịch chi tiên chu. Quân tình khiển quyển, thâm tự trù mâu. Hệ sơn hải nhi trường tại, tự nhật nguyệt nhi vô hưu. Nại hà tật sắc dung dung, đố khí trùng trùng, đoạt ngã chi ái hạnh, xích ngã vu u cung. Tư cựu hoan chi mạc đắc, mộng tương trứ hồ mông lung, độ hoa triều dữ nguyệt tịch, nhược lại đối hồ xuân phong. Dục tương như chi tấu phú, nại đại tài chi bất công. Chúc sầu ngâm chi vị tẫn, dĩ hưởng động hồ sơ chung. Không trường thán nhi yểm mệ, trù trừ bộ vu lâu đông. | Bài phú đông Lầu ... Gương ngọc bụi bám, hộp phượng hương phai. Mái tóc mây thưa chải, tấm áo thêu biếng cài. Khổ vắng vẻ nơi huệ các, riêng nhớ nhung chốn lan đài. Tin hoa mai đang rơi rụng, nhìn Trường Môn nào thấy ai. Hơn nữa: Lòng hoa khơi hận, mắt liễu vương hờn. Gió ấm man mác, chim xuân ran ran. Trên lầu hoàng hôn chừ, nghe phượng thổi ngoảnh đầu lơ láo. Bỗng mây chiều tối chừ, nhìn trăng sáng ngước mắt ngùi than. Suối ấm không tới, nhớ buổi nhặt cỏ xanh hân hoan. Trường môn đóng chặt, thương nỗi tin chim nhạn khó khăn. Nhớ xưa Thái Dịch sóng gợn, nước sáng lập lờ. Sênh ca yến tiệc, theo hầu đức vua. Tâu khúc loan múa, lên thuyền rồng khua. Tình vua quyến luyến, xoắn xuýt duyên tơ. Thề non nước vững vàng muôn thuở, cùng nhật nguyệt sáng tỏ ngàn thu. Cớ sao ghét sắc đùng đùng, lòng ghen hung hung. Cướp ta niềm ân sủng, bỏ ta nơi u cung. Mong vui xưa khó được, những mơ tưởng lung tung. Nhìn trăng chiều cùng hoa sớm, thẹn gió xuân thêm lạnh lùng. Muốn Tương Như dâng phú, sợ đời kém tài hùng. Nỗi buồn ngâm chưa dứt, đã vẳng tiếng chuông đồng. Uổng than dài nhỏ lệ, lần bước trên lầu đông. |

Khi biết được, Dương Quý phi tức giận, ở trước mặt Huyền Tông tố cáo: 「"Giang phi quá thô bỉ hạ tiện, dùng ẩn ngữ để biểu thị oán hận, thỉnh ngài ban nàng ta chết!"」. Đường Huyền Tông đọc xong quả có cảm động, nhưng không đành trái ý Quý phi nên không có hồi đáp cụ thể nào, trầm mặc không nói. Một lần, có người đi sứ Lĩnh Nam trở về, Mai phi liền hỏi người hầu: 「"Người này là ai từ đâu tới? Chẳng lẽ là sứ giả tới đưa hoa mai sao?"」. Nhưng người hầu đáp đó là sứ giả biếu tặng Dương phi mấy trái vải, Mai phi nghe xong liền bùi ngùi.
Nhân có sứ thần dâng lên đôi trân châu, Đường Huyền Tông lén gọi người hầu đem đến tặng bà. Mai phi buồn rầu không nhận, gửi trả lại cùng với 1 bài thơ như sau:
| 谢赐珍珠 ... 柳叶双眉久不描 残妆和泪污红绡 长门自是无梳洗 何必珍珠慰寂寥 | Tạ tứ trân châu ... Liễu diệp song mi cửu bất miêu Tàn trang hoà lệ ố hồng tiêu Trường môn tự thị vô sơ tẩy Hà tất trân châu uỷ tịch liêu. | Bài thơ lạy tạ vì đã ban trân châu ... Lâu rồi không vẽ chân mày lá liễu Quần áo xưa đã hoen ố lệ buồn Cửa ngõ căn phòng không còn lau rửa Thì cần gì châu ngọc để vỗ về nỗi cô đơn. |

Đọc xong bài thơ, Huyền Tông buồn rầu không vui, sai Nhạc phủ dựa theo thơ mà soạn ra một khúc nhạc, gọi là 「"Nhất hộc châu"; 一斛珠]. Ca khúc này về sau mãi vẫn được lưu truyền đến đời Tống.

### Chết về báo mộng
Thời gian trôi qua, Mai phi bị thất sủng và quên lãng. Khi An Lộc Sơn khởi loạn mang quân tiến vào Trường An, Đường Huyền Tông mang theo Dương Quý phi cùng một số quần thần phải bỏ kinh thành chạy vào đất Thục mà bỏ lại Mai phi. Sau đó, khi Huyền Tông trở về, lúc này Dương Quý phi cũng đã chết, Hoàng đế cố gắng trở lại nơi ở cũ mà không thấy Mai phi, liền cho hạ chiếu chỉ cần có người tìm được Mai phi, quan thăng hai cấp, tiền thưởng trăm vạn. Mọi người nơi nơi tìm kiếm, vẫn không biết bà ở nơi nào.
Một đêm khi nằm mộng, phảng phất thấy Mai phi cách trúc tùng đang khóc. Tuy rằng dùng tay áo che mặt, nhưng nhìn ra được hai mắt đẫm lệ, giống cánh hoa đính hạt sương trắng, cực kỳ thanh tao diễm lệ. Mai phi nói:「"Năm đó khi bệ hạ chạy nạn, thiếp chết ở trong tay loạn binh. Có người thấy thiếp đáng thương, đem thân xác thiếp chôn ở dưới cây mai tại bờ ao phía Đông"」. Tỉnh dậy, Hoàng đế sai người đi hồ Thái Dịch khai quật tìm kiếm, lại tìm không thấy. Hoàng đế càng thêm rầu rĩ không vui, bỗng nhiên nghĩ đến ao bên cạnh suối nước nóng có hơn 10 khoảnh cây mai, nên tức tốc đến đó khai quật. Mới đào mấy cây, liền tìm đến thi thể.
Bên ngoài thi thể là dùng cẩm đệm bọc, đặt ở một cái rãnh rượu. Đường Huyền Tông khóc lớn, người bên cạnh không dám nói gì, tỉ mỉ kiểm tra vết thương cho Mai phi, chỉ thấy xương sườn có vết đao. Hoàng đế tự mình viết tế văn tế điện, dựa theo Phi tử lễ tiết mà đem bà một lần nữa hạ táng ở địa phương khác.